# İzmir Atatürk Stadı
Das İzmir Atatürk Stadı (oder auch İzmir Atatürk Stadyumu) ist ein Fußballstadion in der südwesttürkischen Metropole Izmir. Die Anlage ist mit einer Kapazität von 51.295 Plätzen das drittgrößte Stadion des Landes.

## Geschichte
1964 wurde die Spielstätte fertiggestellt und nach dem Gründer der Türkischen Republik Mustafa Kemal Atatürk benannt. Die frühere Heimstätte des Fußballvereins Göztepe Izmir hatte ursprünglich eine Kapazität von 80.000 Zuschauern und war am 16. Mai 1981, beim Aufeinandertreffen im Stadtderby zwischen Göztepe Izmir und Karşıyaka SK zum ersten Mal ausverkauft.
1985 wurde das Stadion renoviert. Es hatte von da an mehr Sitzplätze und eine Kapazität von 63.000 Plätzen. Von 2005 bis zum Herbst 2006 wurde das Stadion abermals renoviert. Die Zuschauerkapazität beträgt nun 51.295 Sitzplätze.